# Lucia Joas
Pour les articles homonymes, voir Anger.
Lucia Joas, née Anger le 26 janvier 1991 à Oberstdorf, est une fondeuse allemande. Elle est spécialiste du sprint.

## Biographie
Membre du club d'Oberstdorf, elle court sa première course FIS en 2007 (4e).
Durant sa carrière junior, elle a remporté cinq médailles aux Championnats du monde de sa catégorie, dont deux médailles de bronze en individuel pour sa première sélection en 2008 et la médaille d'or obtenue lors du sprint classique en 2011 à Otepää. En 2009, au Festival olympique de la jeunesse européenne à Szczyrk, elle prend la médaille d'argent sur le cinq kilomètres.
Elle fait ses débuts en Coupe du monde en mars 2010 à Drammen, puis marque ses premiers points sur sa deuxième course, en décembre 2010 à Düsseldorf (25e du sprint). En 2011, elle dispute son premier championnat du monde à Oslo, sans finir dans le top 40 de ses deux épreuves au programme. 
En 2011-2012, elle est génée par une inflammation au coude, marquant seulement un point en Coupe du monde dans un sprint et abandonnant sur le Tour de ski. En 2013, même avec des performances décemtes en Coupe OPA, y compris en distance, elle ne réussit pas à se distinguer en Coupe du monde et manque la sélection pour les Championnats du monde.
L'Allemande participe aux Jeux olympiques de Sotchi en 2014, où elle est engagée seulement sur le sprint libre (30e).
Son meilleur résultat individuel dans la Coupe du monde une sixième place (finaliste) au sprint d'Oberhof à l'occasion du Tour de ski 2013-2014.
Pour son ultime saison au niveau international en 2015-2016, elle enregistre son meilleur classement général de Coupe du monde avec le 46e rang.

## Palmarès

### Jeux olympiques d'hiver
| Épreuve / Édition | Sprint | Sprint                           | 10 km                            | 10 km     | Skiathlon 2 × 7,5 km | 30 km | Relais | Relais   |
| Épreuve / Édition | libre  | classique                        | libre                            | classique | Skiathlon 2 × 7,5 km | 30 km | Sprint | 4 × 5 km |
| JO 2014 Sotchi    | 30e    | Épreuve inexistante à cette date | Épreuve inexistante à cette date | —         | —                    | —     | —      | —        |

Légende :
- : pas d'épreuve
- — : non disputée par Lucia Anger

### Championnats du monde
| Épreuve / Édition  | Sprint | Sprint                           | 10 km                            | 10 km     | Poursuite / Skiathlon 2 × 7,5 km | 30 km | Relais | Relais   |
| Épreuve / Édition  | libre  | classique                        | libre                            | classique | Poursuite / Skiathlon 2 × 7,5 km | 30 km | Sprint | 4 × 5 km |
| Mondiaux 2011 Oslo | 43e    | Épreuve inexistante à cette date | Épreuve inexistante à cette date | 42e       | —                                | —     | —      | —        |

Légende :
- : pas d'épreuve
- — : non disputée par Lucia Anger

### Coupe du monde
- Meilleur classement général : 46e en 2016.
- Meilleur résultat individuel : 6e.

#### Classements par saison
| Saison    | Classement général final | Classement distance | Classement sprint |
| 2010-2011 | 94e                      |                     | 63e               |
| 2011-2012 | 114e                     |                     | 79e               |
| 2013-2014 | 60e                      | 79e                 | 34e               |
| 2014-2015 | 96e                      |                     | 53e               |
| 2015-2016 | 46e                      | 71e                 | 27e               |

### Championnats du monde junior
- Malles, Val Venosta 2008 :
  -  Médaille de bronze du sprint.
  -  Médaille de bronze du 5 km libre.
- Praz de Lys-Sommand 2009 :
  -  Médaille de bronze en relais.
- Otepää 2011 :
  -  Médaille d'or en sprint classique.
  -  Médaille de bronze en relais.

### Festival olympique de la jeunesse européenne
- Szczyrk 2009
  -  Médaille d'argent sur le cinq kilomètres classique.

### Coupe OPA
- 6e du classement général en 2014.
- 7 podiums, dont 2 victoires.